# Baiomyini
De Baiomyini is een geslachtengroep van knaagdieren uit de Neotominae. Deze groep omvat de Amerikaanse dwergmuizen (Baiomys) en Scotinomys. Ze komen voor van het zuidwesten van de Verenigde Staten tot in Panama. De twee geslachten in deze groep werden vroeger nauw met andere geslachten, die nu slechts als verre verwanten worden beschouwd, verbonden: Baiomys werd eerst als een ondergeslacht van Peromyscus gezien en later als een nauwe verwant van Calomys en Scotinomys eerst als een deel en later als een nauwe verwant van Akodon. Later onderzoek wees echter uit dat beide geslachten een aantal kenmerken delen en die verwantschap werd in 2005 geformaliseerd met de beschrijving van de tribus Baiomyini door de Amerikaanse wetenschappers Guy Musser en Michael Carleton.
Beide geslachten omvatten kleine, op de grond levende knaagdieren met een korte staart. De achtervoeten zijn smal. De eerste en vijfde tenen zijn kort. De schedel is klein maar stevig. Er zijn zes borst- en 13 rugwervels. Het baculum (penisbot) is kort en breed.